# Jiří Zejfart
Jiří Zejfart (22. října 1928, Uhříněves – 8. prosince 2015) byl český duchovní, malíř a grafik, farář Českobratrské církve evangelické.
V letech 1954–1978 byl farářem sboru ČCE v Karlových Varech, v letech 1978-1981 mu byl odňat státní souhlas. Mezi lety 1981–1996 působil ve farním sboru ČCE ve Vysokém Mýtě.
Jiří Zejfart byl nejaktivnější upravovatel evangelických bohoslužebných interiérů od šedesátých do osmdesátých let. Věnoval se rovněž umělecko-teoretické činnosti. V padesátých letech publikoval svá teoretická
východiska prostřednictvím několika článků v Křesťanské revue.
Zájem StB
V databázi Archivu bezpečnostních složek abscr.cz je Zejfart zaznamenán jako nepřátelská osoba v Protokolu registrace svazků agenturního a kontrarozvědného rozpracování, zaveden dne 5. prosince 1972 registrujícím útvarem Statisticko-evidenčního oddělení KS SNB Plzeň, pod registračním číslem 15916, s krycím jménem "Bratr".
V roce 1981 si jej převzala jako nepřátelskou osobu do evidence KS SNB Hradec Králové, pod registračním číslem 20130, s krycím jménem "Javor".

## Galerie

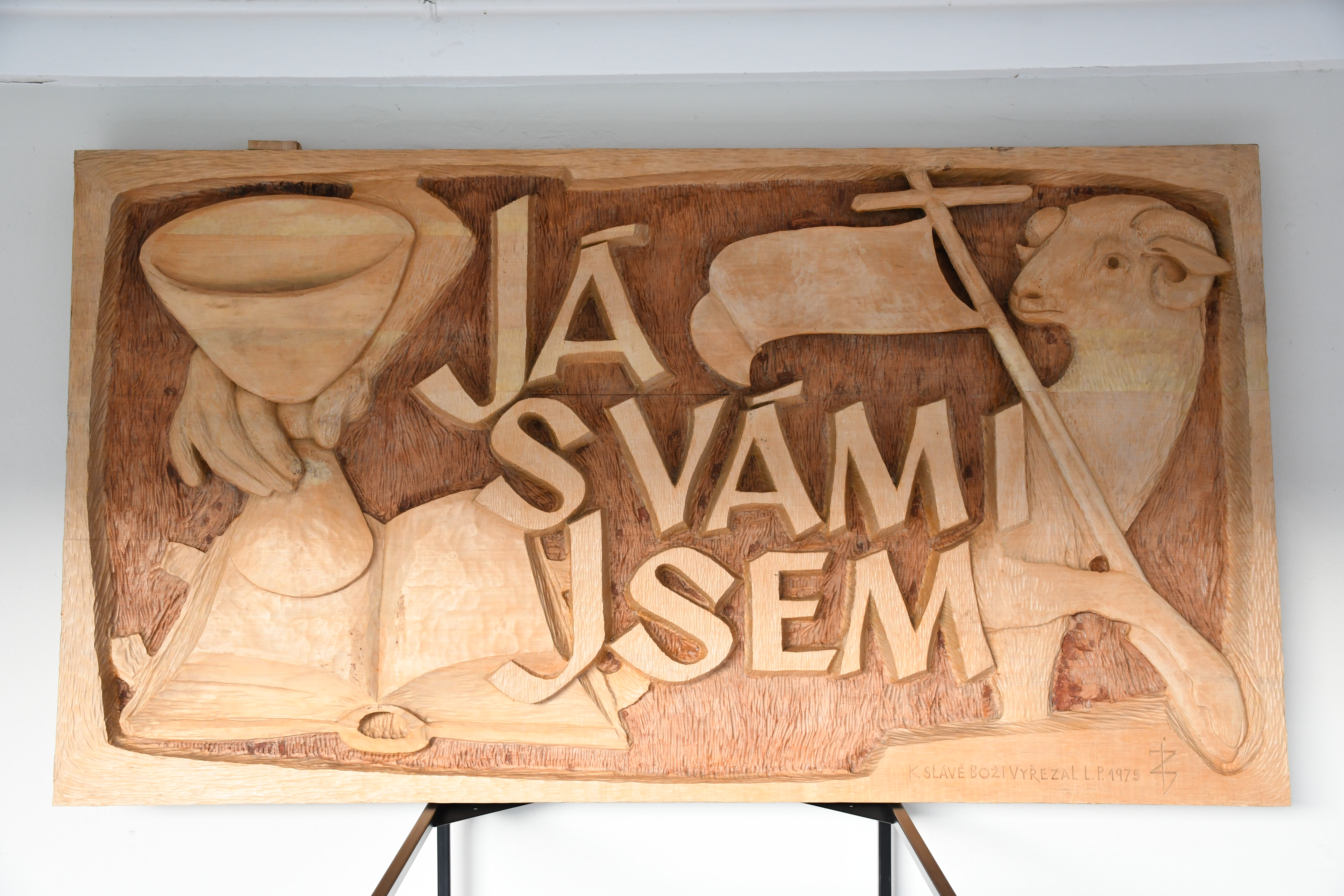
Řezbářské dílo Jiřího Zejfarta z kostela v Brně - Židenicích
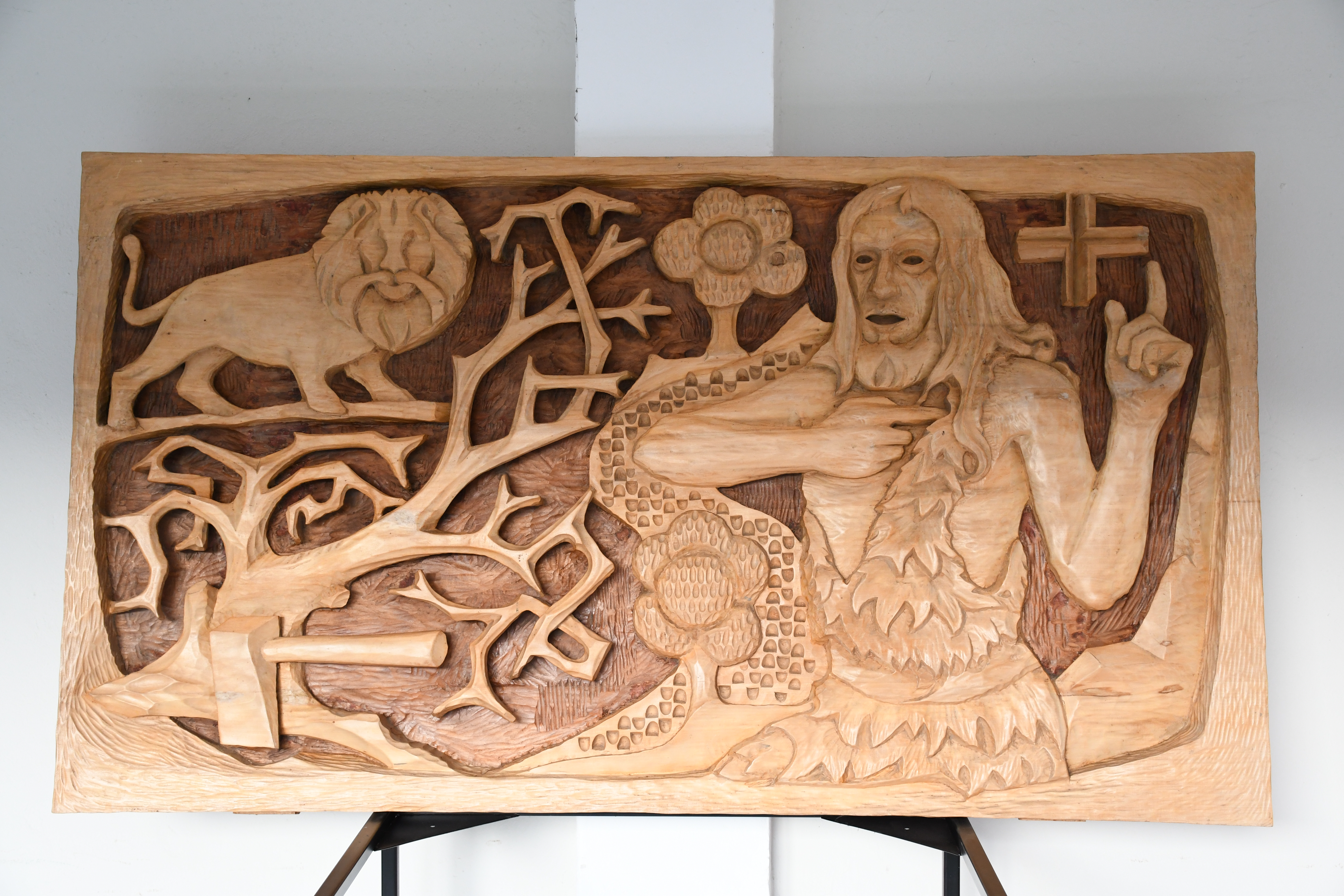
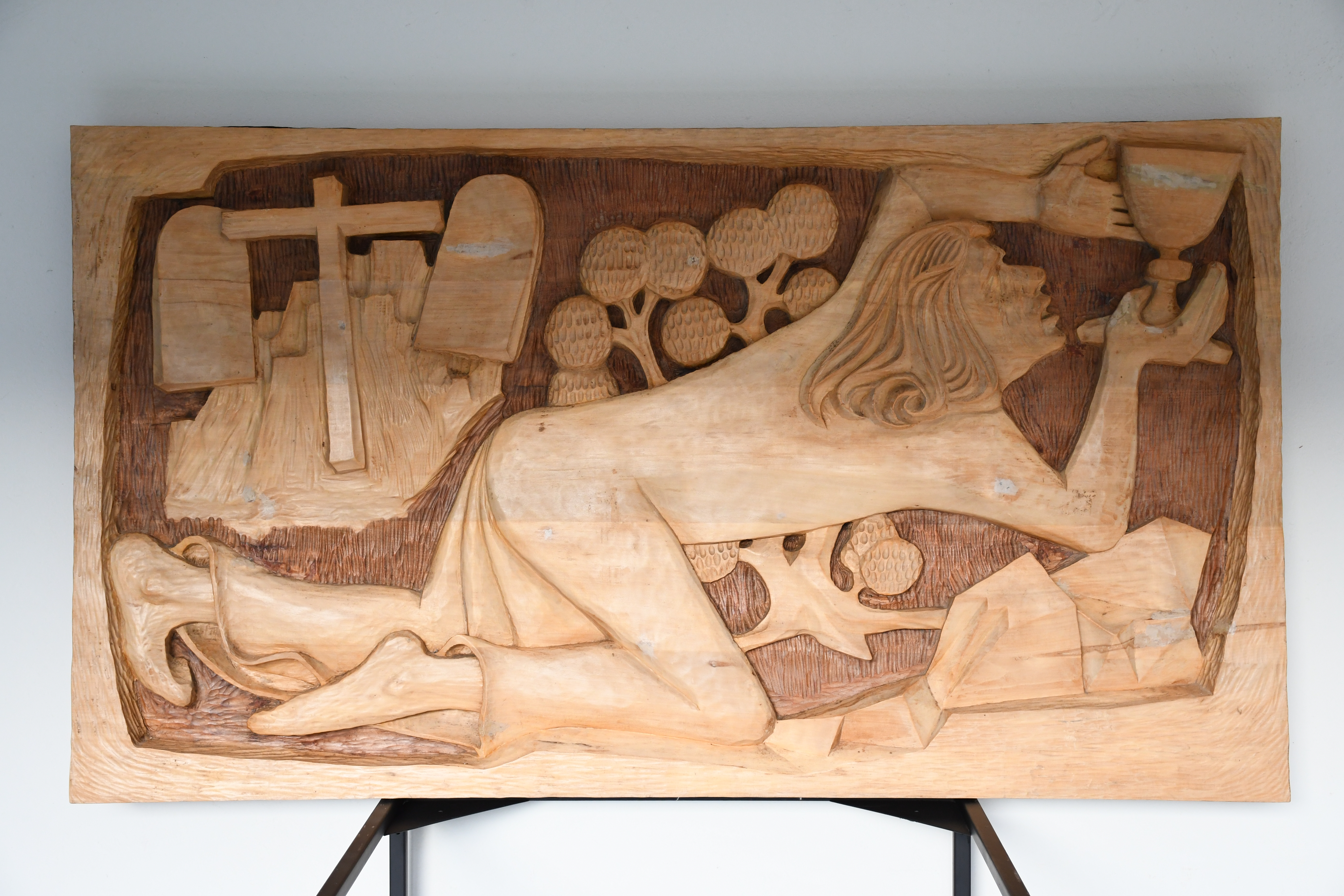
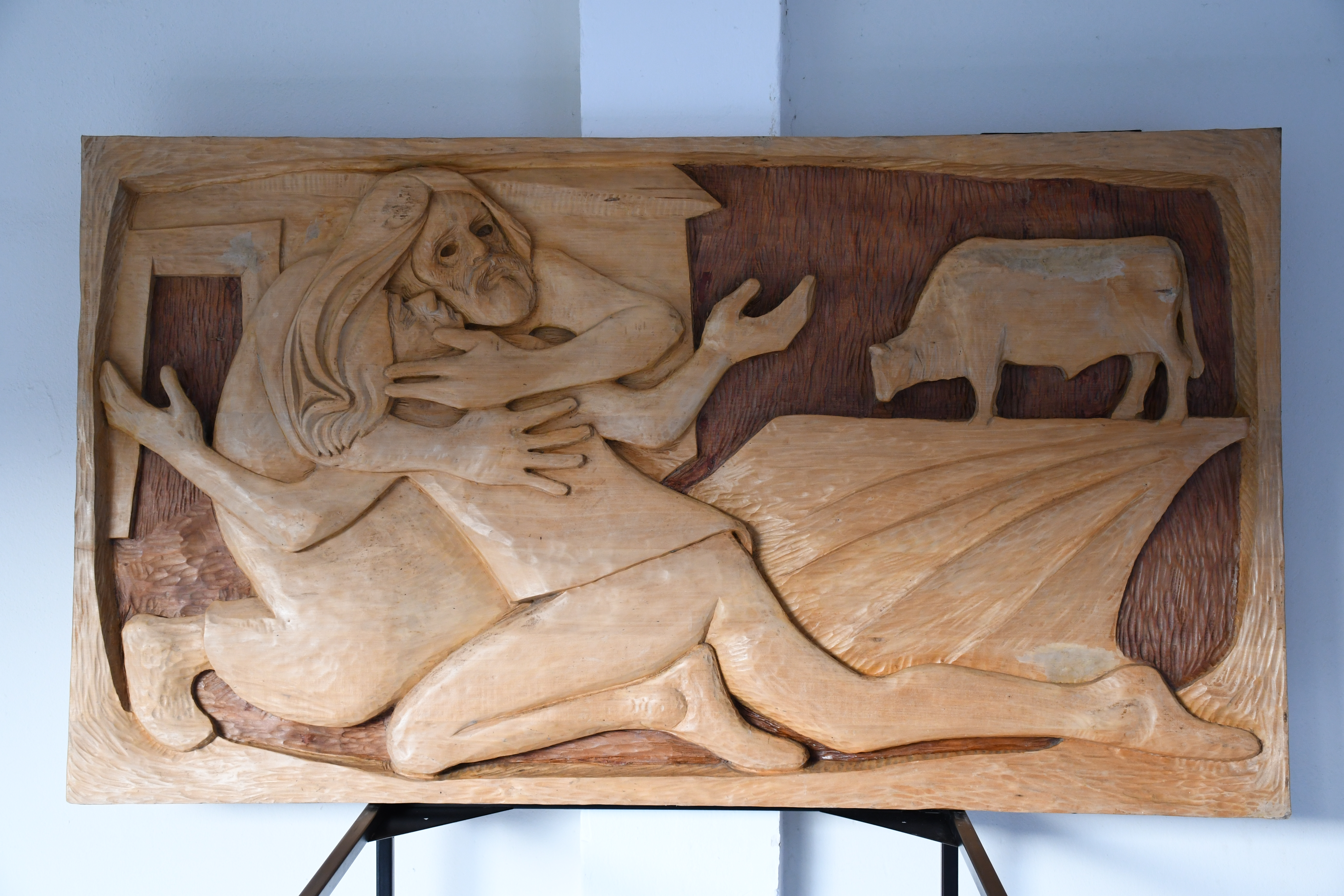
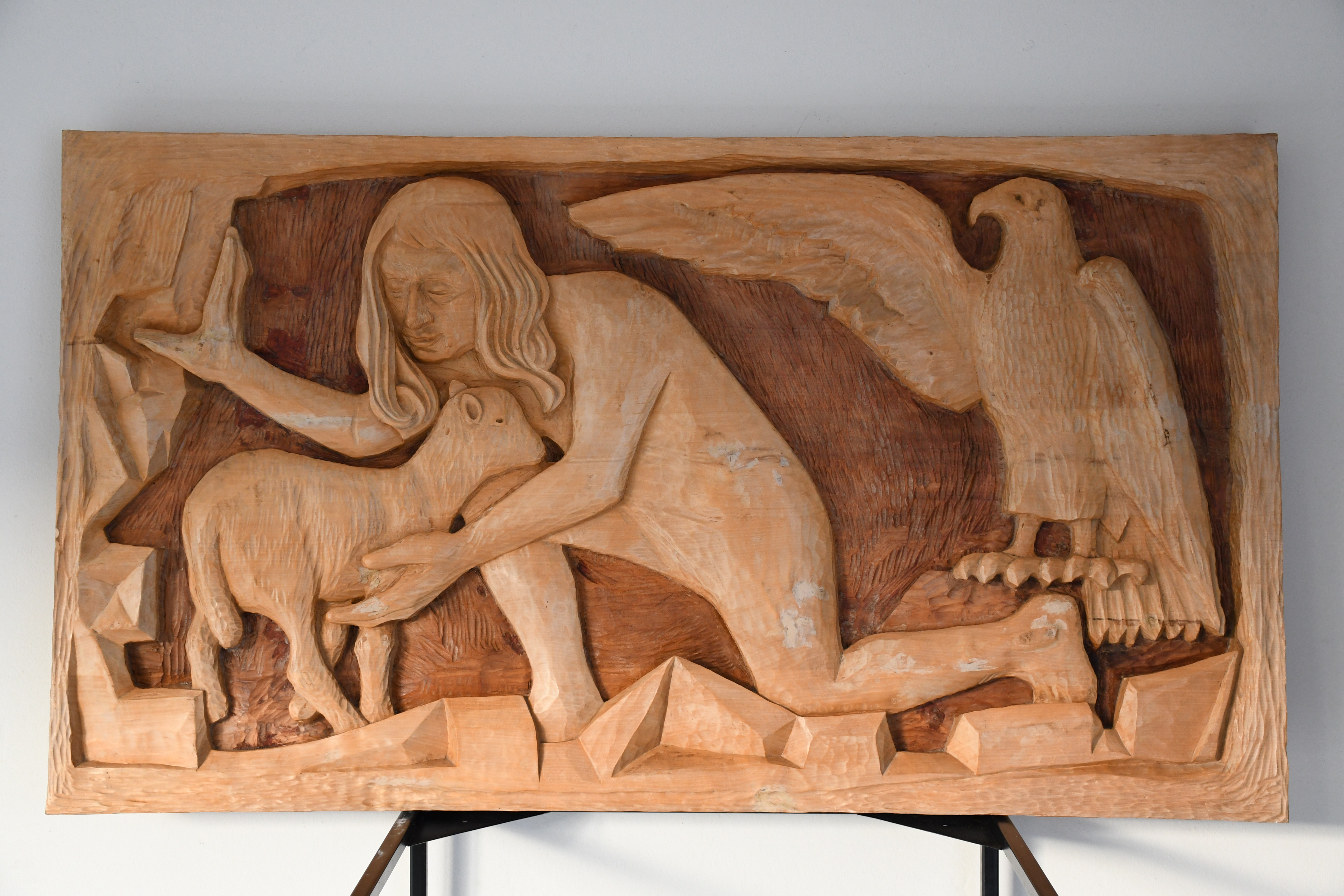
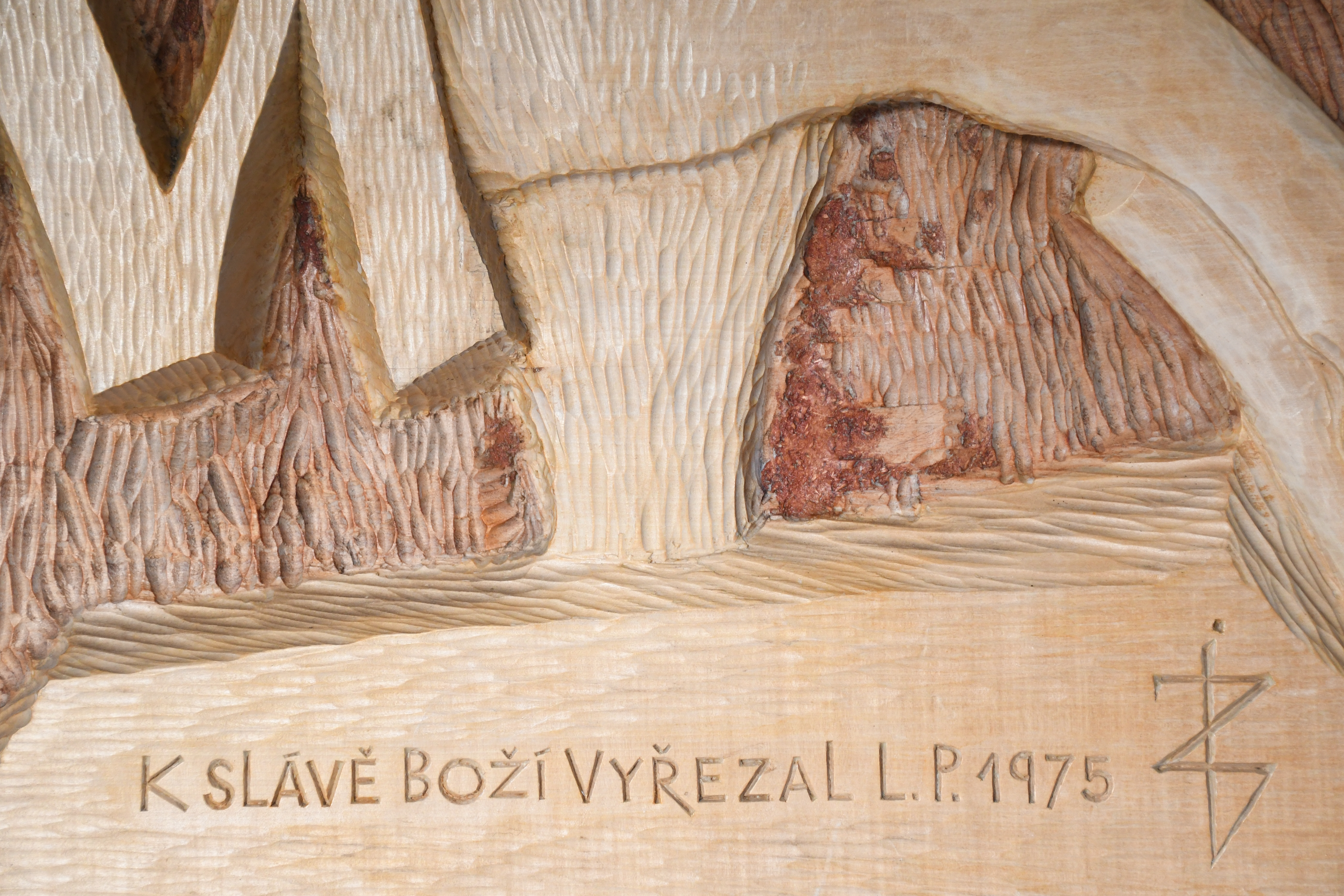
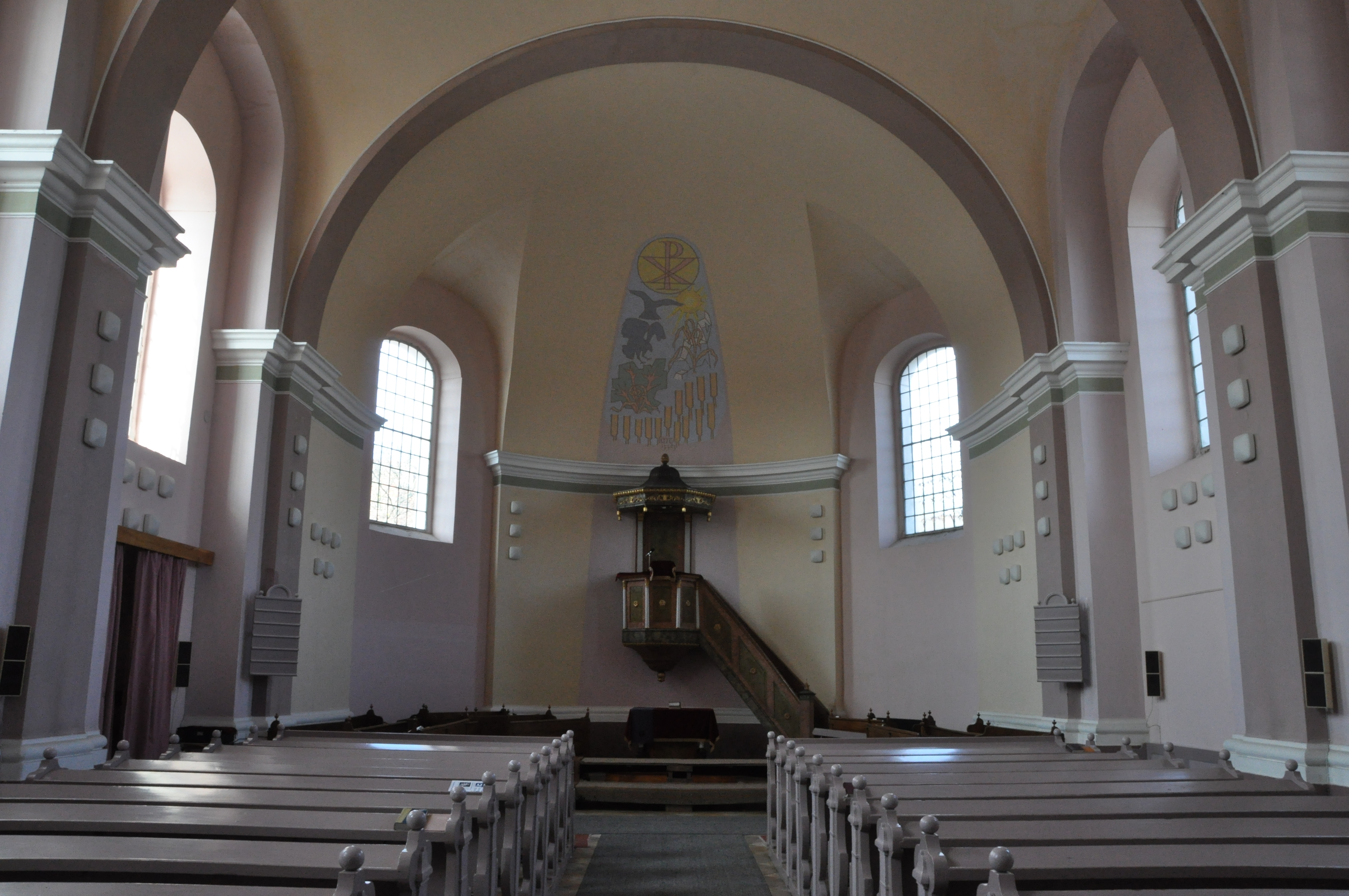
Výmalba dle Zejfartova návrhu v miroslavském kostele
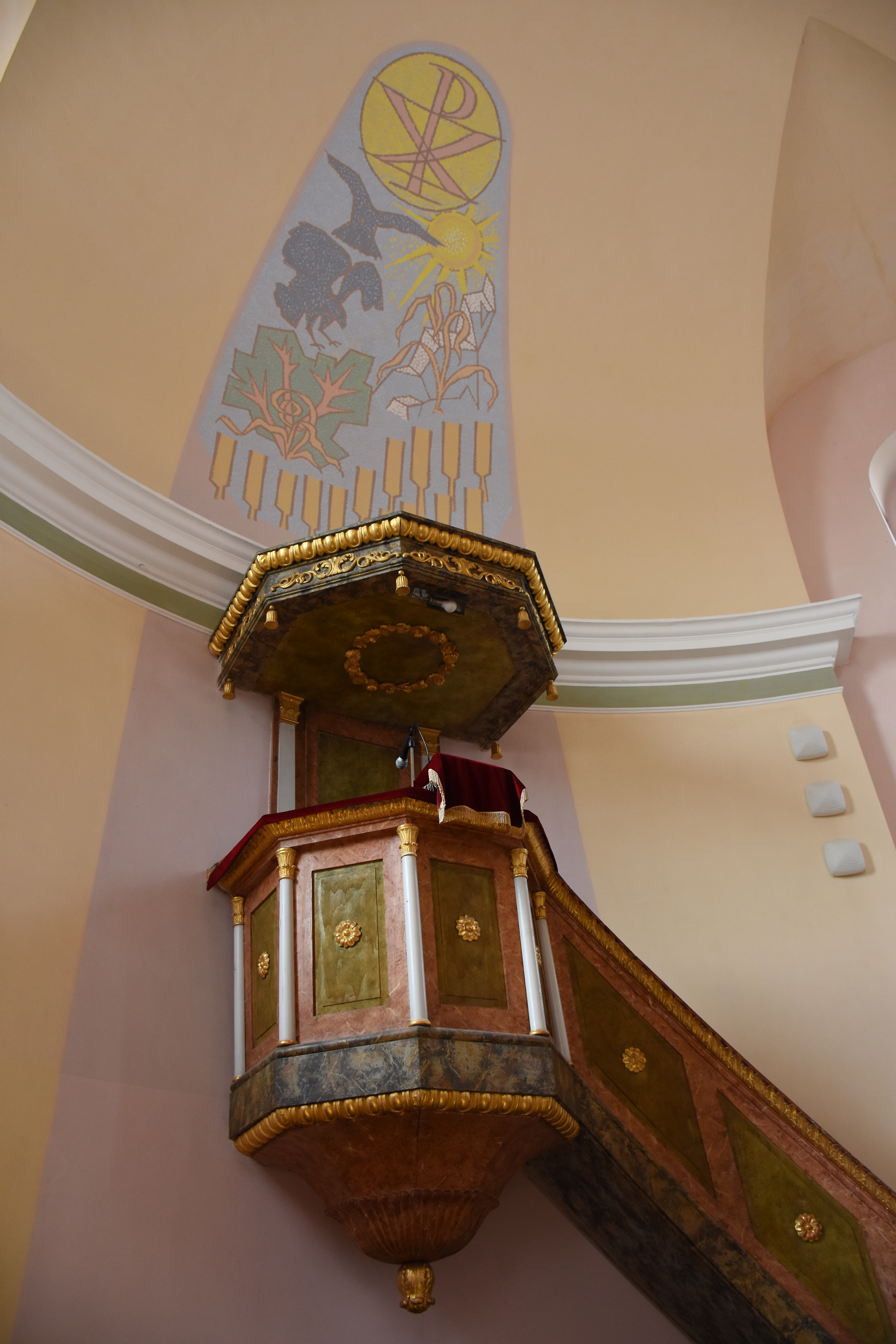
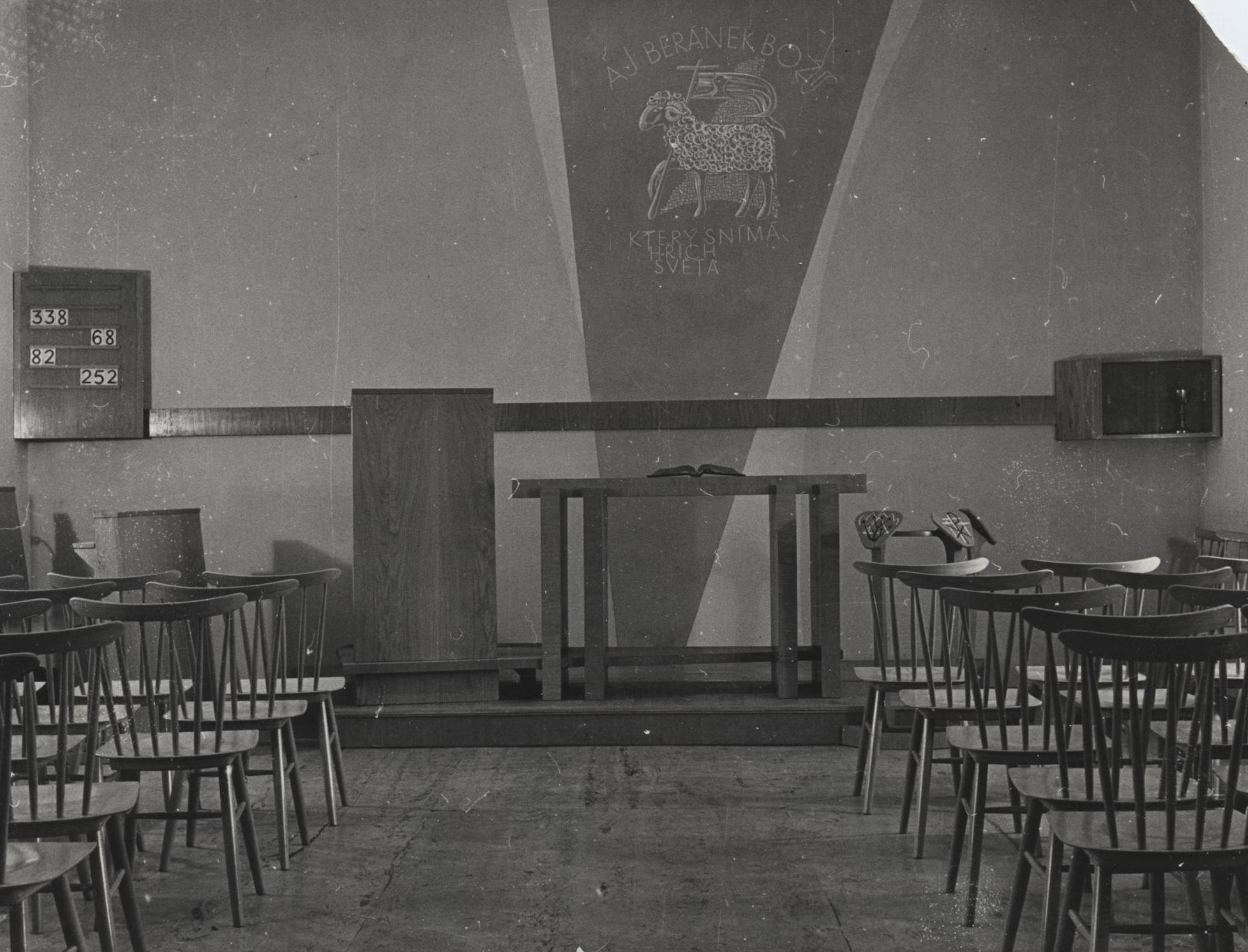
Interiér dle Zejfartova návrhu v modlitebně v Moravském Krumlově
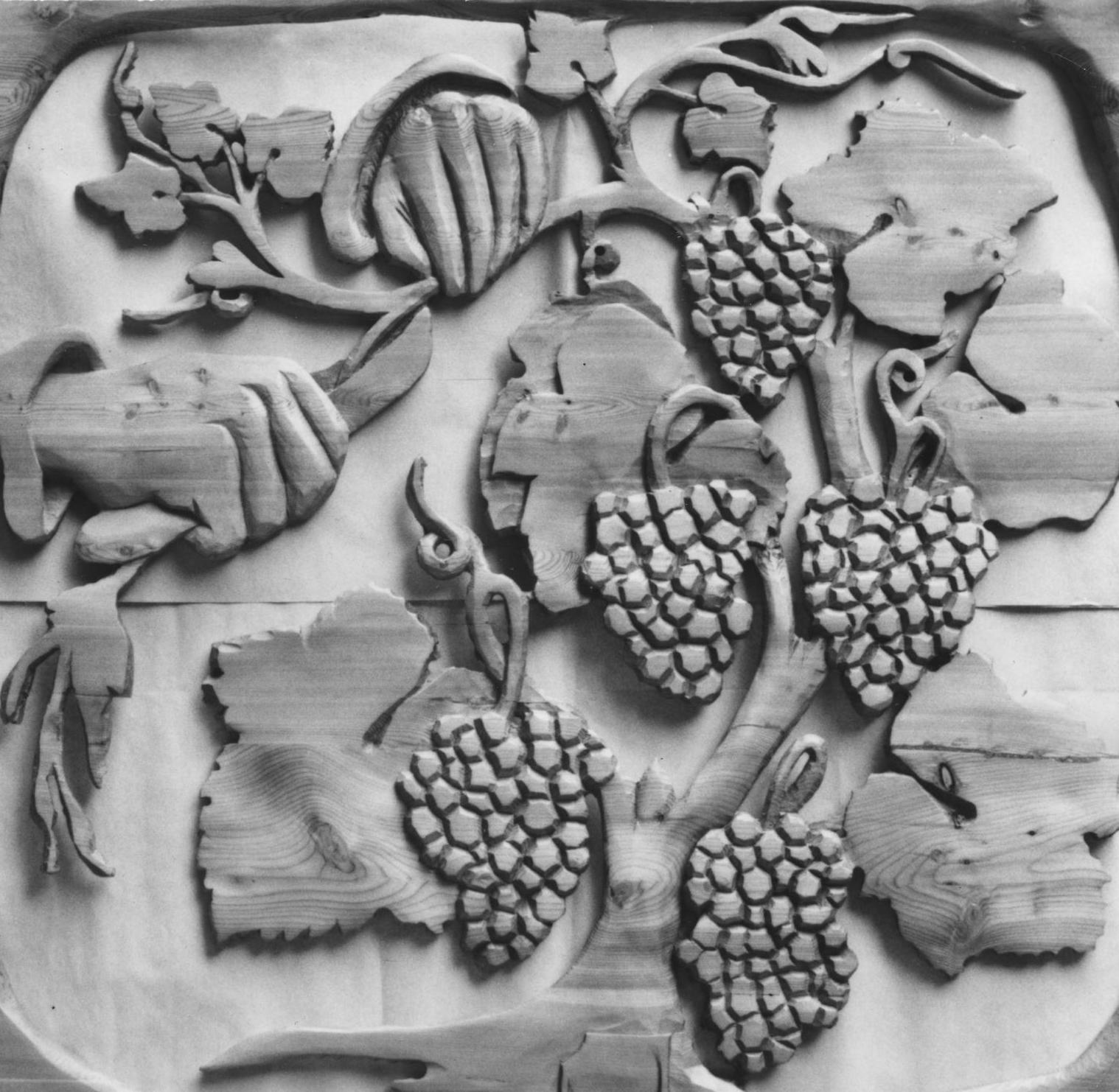
Dřevořezba v kraslickém kostele